# Gohlitzhof
Der Gohlitzhof ist ein Wohnplatz im Gemeindeteil Rädel der Gemeinde Kloster Lehnin im Landkreis Potsdam-Mittelmark in Brandenburg.

## Geografische Lage
Der Wohnplatz liegt rund 2,4 km südlich des Ortsteils Lehnin und dort am Südostufer des Gohlitzsees. Westlich des Sees liegt der Wohnplatz Großheide, im Süden der Ortsteil Kloster Lehnin sowie in rund zwei Kilometer Entfernung im Osten der weitere Ortsteil Emstal. Die nördlichen Flächen sind vorzugsweise bewaldet, die östlichen und südlichen Flächen werden landwirtschaftlich genutzt und durch einen unbekannten Kanal in den Emster Kanal entwässert.

## Geschichte
Nach dem Ersten Weltkrieg ließ der Baustadtrat Hahn auf einer Anhöhe den Gohlitzhof als Alterssitz errichten. Das Bauwerk brannte im Zweiten Weltkrieg beim Einmarsch der Roten Armee ab; Hahn und seine Frau verstarben. Da das Ehepaar kinderlos war, wurde die Ruine abgetragen und das Grundstück an den Gärtner der Familie Hahn verkauft.
In den Jahren 1968 bis 1972 entstand dort auf einem 49.000 Quadratmeter großen Wald- und Wiesengrundstück ein Ferienlager, das zunächst vom VEB Messgerätewerk Quedlinburg und später von der gemeinnützigen Kinder- und Jugendhilfe genutzt wurde.
Im Jahr 2012 erwarb ein Berliner das Grundstück und gründete einen gemeinnützigen Verein. Ziel ist, den Gohlitzhof wiederzubeleben und Tages- und Wochenend-Workshops für Kinder aus der Region anzubieten.